# バラグタス駅
バラグタス駅は現在休止中のフィリピン国鉄北方本線の駅。ビガー駅(BIGAA)とも呼ばれる。

## 歴史
1891年3月24日に開設された。
かつては北西に向かう本線から分かれてより北に向かうバラグタス-カバナチュアン間の路線のターミナル駅ともなっていた。

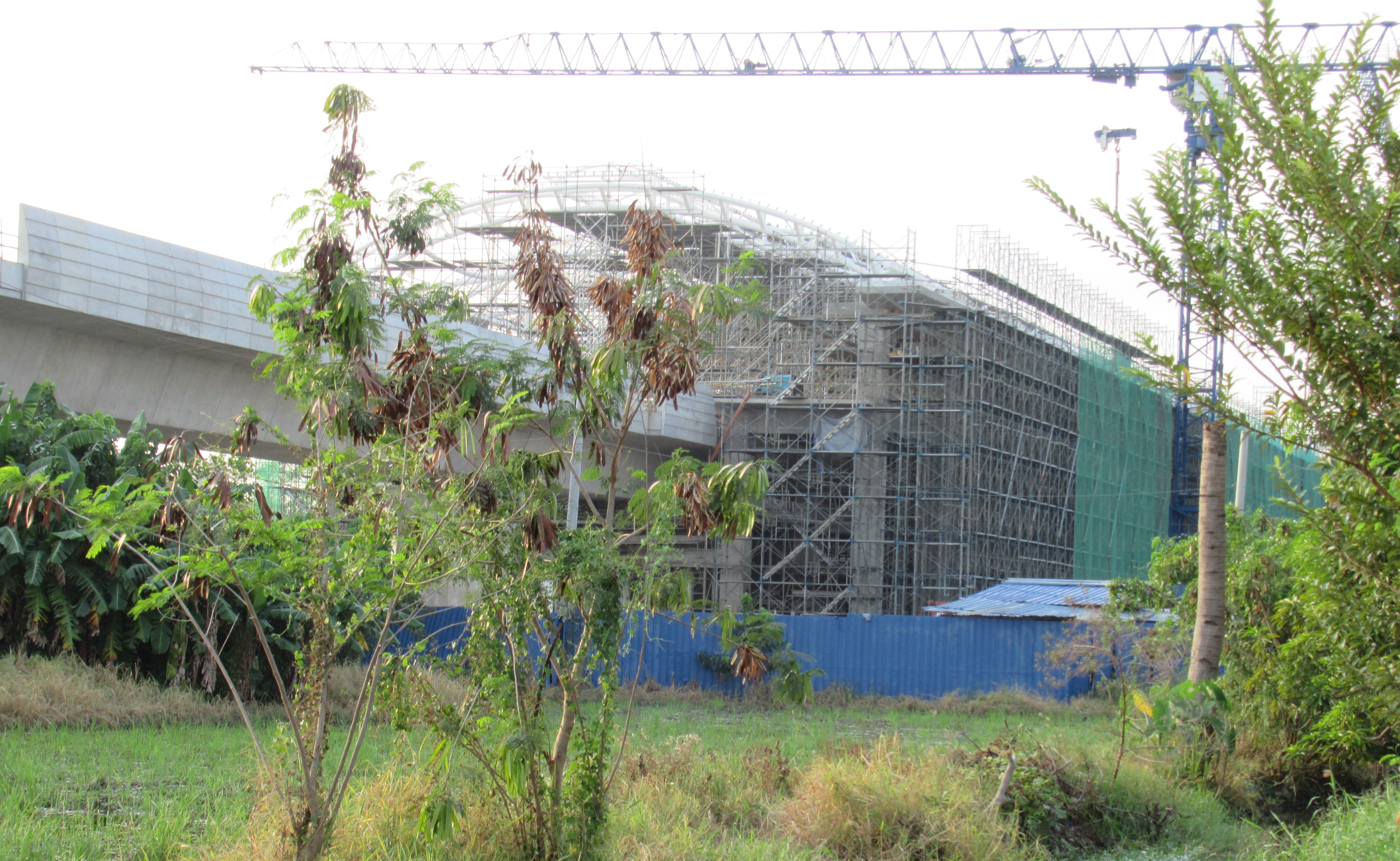
建設中の新駅

フィリピン国鉄が多くの区間で閉鎖になったあとの1990年台に運用が停止した。現在も古い駅舎は残っている。
現在進められている中央ルソンとマニラ首都圏を結ぶ南北通勤鉄道の計画において再建される予定になっている。古い駅舎も保存される予定となっている。

## 註釈
1. ↑  bw_mark. “PNR evaluating train service to Nueva Ecija | BusinessWorld” (英語). 2019年4月24日閲覧。
2. ↑  Paz, Chrisee Dela. “17 stations of Manila-Clark Railway announced” (英語). Rappler. 2019年4月24日閲覧。
3. ↑  “PNR to preserve old train stations in Bulacan”. inquirer.net (2019年6月4日). 2020年6月12日閲覧。